# Cyprián z Červeného Kláštora
Fráter Cyprián z Červeného Kláštora, vlastním jménem František Ignác Jaschke (28. července 1724 Polkowice, Slezsko – 1775, Červený kláštor, Slovensko) byl kamaldulským mnichem, nejznámějším řeholníkem působícím v klášteře Červený kláštor.

## Život
Byl znám jako všeobecně vzdělaný cestovatel, lidový léčitel, sběratel a též jako konstruktér. Studoval v Brně, Čenstochové a v Radošině. Řádový slib složil v Zoboru u Nitry 21. října 1752.
Fráter Cyprián vynikal zejména v oblasti lékařství, farmacie, alchymie a botaniky. Kromě psaní vědecké literatury sbíral i lidovou slovesnost. V Červeném Kláštore ho pro jeho léčitelské schopnosti vyhledávali lidé z širokého okolí. Léky i prodával a za utržené peníze založil fond pro rozvoj lékárny v Červeném Kláštore.

Nejvíce ho proslavil herbář, který tvořil v letech 1765 – 1771 (fotokopie herbáře je součástí expozice klášterního lékařství a farmaceutiky). Herbář na 97 stranách obsahuje 283 vylisovaných rostlin, které sám nebo se svými pomocníky nasbíral v oblasti Pienin a v Belianských Tatrách. K rostlinám je připojen jejich popis ve čtyřech jazycích – řečtině, latině, polštině a němčině. 

Známého mnicha nezajímaly jen bylinky. Zajímala ho příroda jako celek, a to především vesmír. Hledal proto Tvardovského knihu, ve které se mělo údajně psát o tom, jak může člověk létat. Zřejmě tady se zrodila legenda o tom, že mnich Cyprián si zhotovil křídla, pomocí kterých v okolí Červeného Kláštora létal. Říkalo se, že jeho startovním místem byly známé Tri Koruny. Údajnému mnichovu létání se již přes 200 let věnují spisovatelé, historici i technici.
I kdyby mnich Cyprián nelétal, mohly by alespoň existovat jeho úvahy, nákresy, snad i pokusný model jeho „křídel“. A konec konců, něco takového nemohlo zůstat bez povšimnutí. Jak se dá přečíst v expozici muzea v Červeném Kláštore: Podle levočského historika Elemíra Koszeghyho v archivní listině z doby okolo roku 1760 jistý rimavskosobotský profesor latinsky zaznamenal:
| „ | Byl jsem v Spišské Belé na náměstí, když tam z příkazu nitranského arcibiskupa Ladislava Mattyasovszkého z Markušovců spálili čertův vůz. Aparát zhotovil jistý fráter Cyprián z lechnického kláštera, který podle červených skal, z kterých je postaven, lid nazývá Červeným kláštorem. Při spálení bylo mnoho lidí a zastavili se i ctihodní kanovníci ze Spišské Kapituly. Fráter Cypriánus si připnul čertovu mašinu na vrchu Tri koruny a s její pomocí doletěl až k Mořskému oku. Pan biskup nebyl při exekuci přítomen, ale neměli jsme možnost ani vidět mnicha, kterého odvedli na místo, odkud už víc neuvidí hory a nebude v pokušení, aby znovu létat | “ |

## Herbárium mnicha Cypriána
V jednom ze zrekonstruovaných mnišských domků v areálu Červeného kláštora je zajímavá farmaceutická expozice interiéru středověké lékárny jako památka na kamaldulského frátera Cypriána. Kromě nejznámější památky na frátera – herbáře, jsou nejzajímavějšími exponáty této části sbírek originální lékárenské vitríny ze začátku 18. století, lékárenské váhy ze 17. století vyrobené v Amsterodamu a vzácná první slovenská lékopisná literatura – Bratislavská Torkošova lékárenská taxa z roku 1745, psaná v čtyřech jazycích.